# Dolní Moravice
Dolní Moravice (niem. Nieder Mohrau) – gmina w Czechach, w powiecie Bruntál, w kraju morawsko-śląskim. Według danych z dnia 1 stycznia 2017 liczyła 393 mieszkańców.
Przez wieś płynie rzeka Moravice.
Dzieli się na trzy części:
- Dolní Moravice;
- Horní Moravice;
- Nová Ves.

Do połączenia miejscowości Dolní Moravice i Horní Moravice doszło w 1949, zaś w 1961 częścią gminy stała się Nová Ves.

## Turystyka
W miejscowości Dolní Moravice jest hotel: „Avalanche” oraz liczne pensjonaty: „Chalupa Peřina”, „Chata Na Vyhlídce”, „Kučera”, „Maruška”, „Mia”, „Moravice”, „U Potoka” i „U staré čarodejnice”. 
Z zachodniego obrzeża miejscowości: Na Vyhlídce prowadzą dwa szlaki turystyczne na trasach:
  Dolní Moravice, Na Vyhlídce – Karlov pod Pradědem;
  Dolní Moravice, Na Vyhlídce – góra Štěrkovec – góra Sutě – góra Ostroh – Stará Ves.
Przez Dolní Moravice prowadzą również dwa szlaki rowerowe na trasach:
 (nr 553) Drakov – Vrbno pod Pradědem – Ludvíkov – Karlova Studánka – Hvězda – Malá Morávka – Dolní Moravice – góra Harrachovský kopec – Rýmařov.
 (nr 6142) Dolní Moravice, Na Vyhlídce – Dolní Moravice – Malá Štáhle – Velká Štáhle – Břidličná – Valšov – Nová Pláň – góra Skalka – góra Špičatý vrch – góra Velký Roudný – Bílčice – góra Na Hartě.
Na stokach pobliskich gór znajdują się następujące trasy narciarstwa zjazdowego:
 ze stoku góry Čertův vrch dwie trasy o długościach około 1000 m i 450 m z dwoma wyciągami narciarskimi, w tym jednym krzesełkowym, określone jako łatwe;
 ze stoku góry U Rozhledny (2) trzy trasy o długościach 150 m, 200 m i 250 m tzw. Snowpark z trzema wyciągami określone jako łatwe.
Natomiast ze skrzyżowania Na Vyhlídce rozchodzą się trasy narciarstwa biegowego.